# ヴェロキラプトル
ヴェロキラプトル（学名：Velociraptor）は、約8,300万 - 約7,000万年前（中生代白亜紀後期）の東アジアにあった大陸に生息していた小型肉食恐竜。獣脚類に属す。化石はモンゴル、中国、ロシア東部から、V. mongoliensis とV. osmolskae の2種が発見されている。当時これらの地域は中央アジア以西とは切り離された大陸の一部であった（画像資料）。
体型はほっそりとしており、頭蓋骨は大きい。際立った特徴として後肢に大きな鉤爪を具える。羽毛恐竜であったと考えられる。

## 呼称
属名 Velociraptor は、ラテン語: velox （語幹:veloci-）「素早い」と、raptor 「強盗、略奪者」との合成語で、「敏捷な略奪者」とでも訳すべきもの。
英語音（音声資料）は「ヴェロシラプター」に近い。
中国語名は「伶盗竜」（繁体字: 伶盗龍、簡体字: 伶盗龙、拼音: língdàolóng; リンタオロン）・「迅猛竜」（繁体字: 迅猛龍、簡体字: 迅猛龙、拼音: xùnměnglóng; シュンメンロン）。
種小名 mongoliensis は化石の発見地を指して「モンゴル（産）の」の意。種小名 osmolskae は、ポーランドの古生物学者ハルシュカ・オズムルスカ（Halszka Osmólska）への献名である。
ヴェロキラプトルと表記されることが多いが、べロキラプトルと表記される場合もある。

## 発見史
本種は1922年、米国人古生物学者ヘンリー・フェアフィールド・オズボーンを隊長とするアメリカ自然史博物館の調査隊により、ゴビ砂漠のモンゴル国領内バヤンザグ（英名：Flaming Cliffs）にて発見され、1924年、彼によって記載された。東西冷戦下の1971年には、ポーランドとモンゴルの合同チームが、本種とプロトケラトプスの格闘する様子を留めた化石（「#鉤爪」を参照）を発見。さらには2007年、古生物学者アラン・ターナー等がモンゴルにて、羽毛がついていた証拠と言える等間隔に並ぶ突起（quill knobs）を有する前肢の化石を発見。続く2008年には新種が発見され、V. osmolskae と命名された。
現在のところ、化石はモンゴル、中国内モンゴル自治区、および、ロシアから発見されており、白亜紀後期の東アジアにあった大陸でのみ生息が確認されている。

恐竜化石が多数発見されるゴビ砂漠のバヤンザグ（モンゴル） Flaming Cliffs

## 形質

### 概要

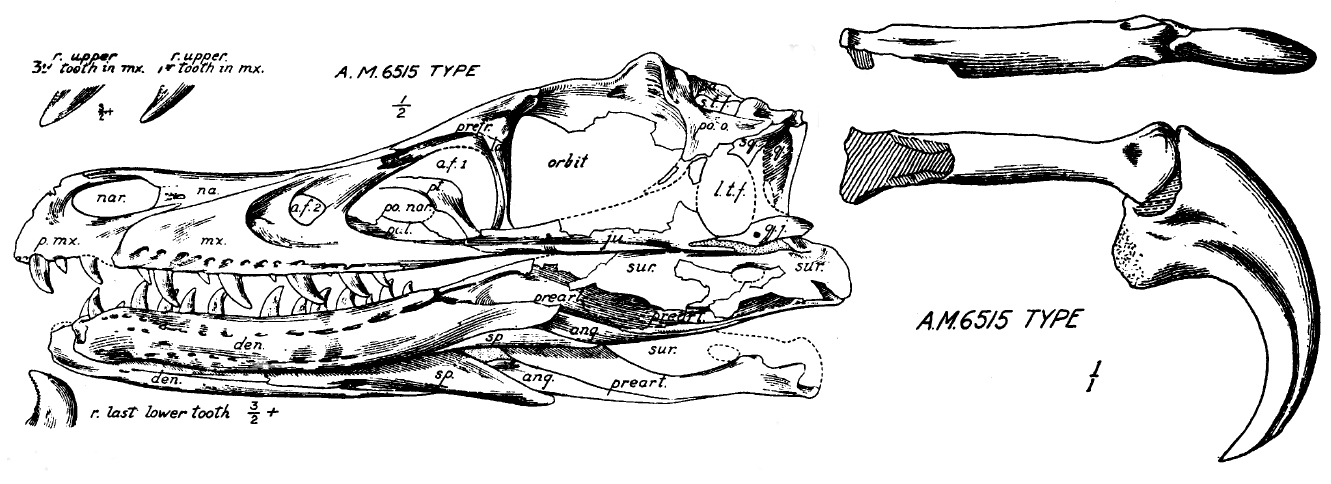
1924年、H・F・オズボーンによって記載されたVelociraptor mongoliensis の頭蓋骨

人間とヴェロキラプトル（羽毛つき）の大きさ比較

全長（頭胴長+尾長）約2.07メートル、腰高約0.5メートル、推定体重最大15キログラム程度で、頭胴長におけるその大きさはおおよそ七面鳥程度、コヨーテ程度と表現される。体格は小さく体型はほっそりとしており、頭蓋骨は他に比してかなり大きい。吻部が反り上がる一方で眼窩の突出が無く、むしろ、凹んでいて全体に弓形の形状を示す。また、最大頭骨長25センチメートルと非常に長く直線的であり、これらの特徴によって近縁種と明確に区別される。本種の際立った特徴として後肢に大きな鉤爪を具えており、狩りの際、獲物に致命傷を与えるのに用いられたとされるが、その使用方法の実際については切り裂き型と刺突型で説が分かれている。現在だと鉤爪/シックルクローは、刺突や木登りにも使われたものの、やはり斬撃を主な用途としていたとされている。また、走る速度は最高で60km/hを超える。

### 視覚
神経の研究から、ヴェロキラプトルは頭部の動きに合わせて眼球の揺れを補正する能力が高かったことが示されており、これは本種が活動的な肉食動物だったことを示している。
また、夜でもよく目が見えていたとされる。

### 鉤爪

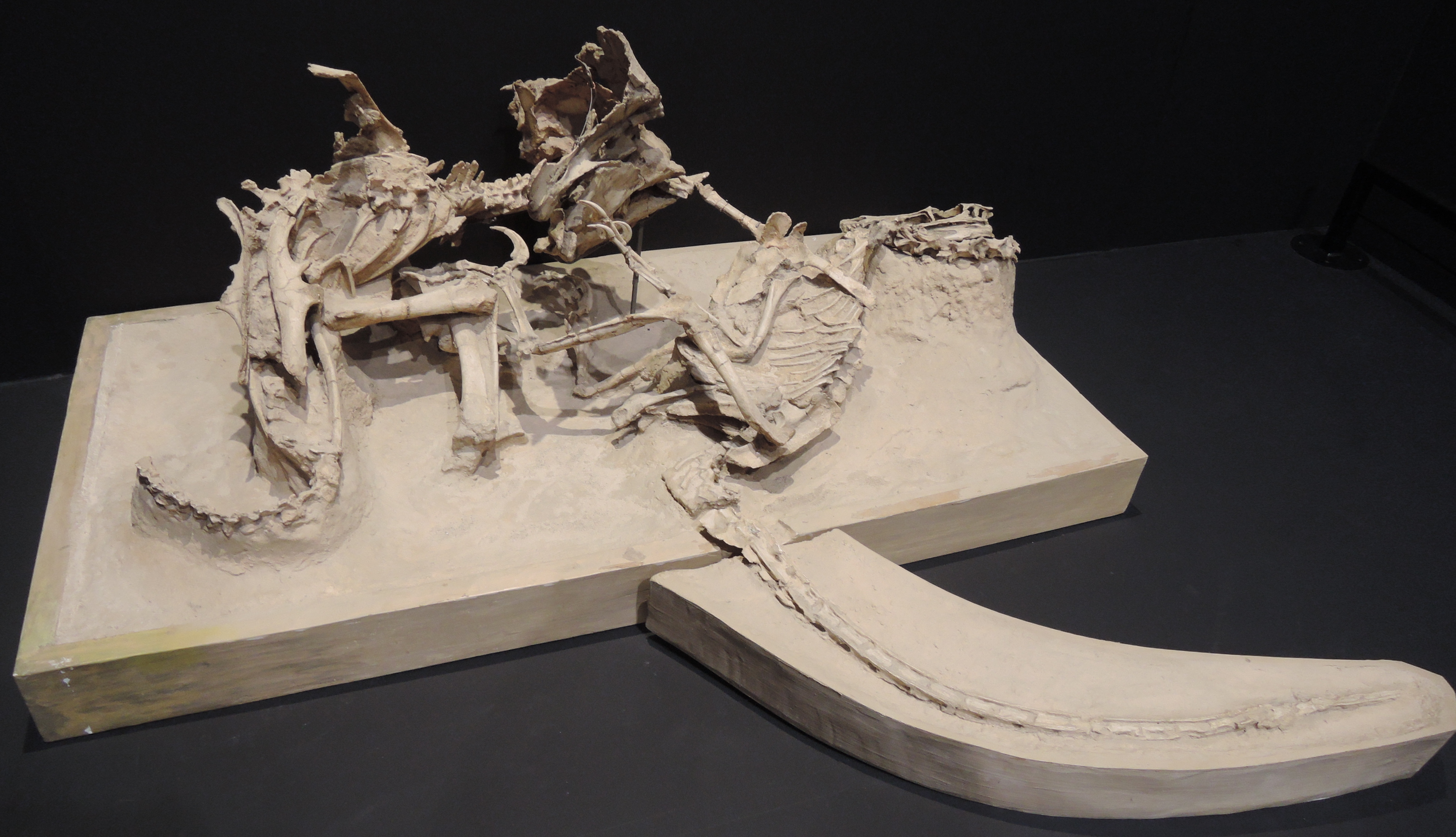
ヴェロキラプトルとプロトケラトプスの「闘争化石」もしくは「格闘化石」の標本

ヴェロキラプトルはプロトケラトプスと相討ちになった化石が見つかっている(通称は「闘争化石」や「格闘化石」)。これは2頭が争ったまま砂丘の崩落や、巻き起こった砂嵐に飲まれるなどの結果、2頭がほぼ同時に息絶えたことで化石化していた。両者は互いに致命傷ないし重傷を負わせていた。特にヴェロキラプトルは獲物の頸部(頸動脈や気管の位置する喉笛)へ的確に鉤爪(正式名称はシックルクロー)を命中させており、対するプロトケラトプスは攻撃者の前腕(大きな血管が通っている)へ噛み付いていた。
なおヴェロキラプトルをはじめとするドロマエオサウルス科のシックルクローの用途は研究を経て二転三転しており、黎明期には「大物相手の斬撃武器として使われていた」とされ、近年までは逆に「形状から判断して刺突用の武器か移動用のアイゼン代わり」とされてきたが、最近では再び斬撃武器として考えられてきている。その理由は内側面(断面)が紡錘形になっている事や、切れ味を補強する角質の存在が挙げられる。

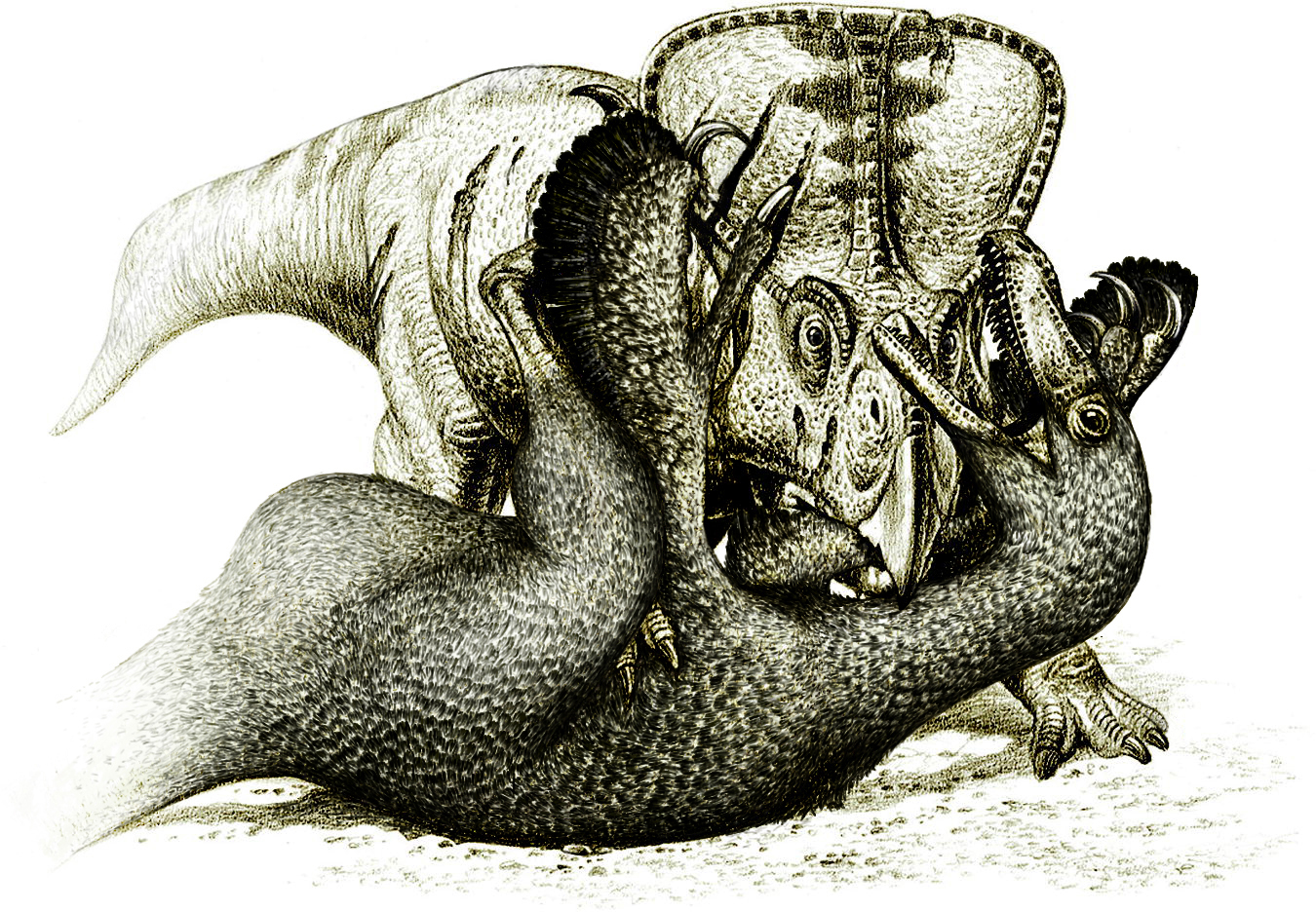
ヴェロキラプトル（下）とプロトケラトプス（上）の格闘（化石に基づく想像図)

これらの研究を踏まえた場合、経緯は不明なれど、「闘争化石」では、ヴェロキラプトルが下方から一気に喉元を狙って斬りかかった事になる。

### 羽毛と飛翔能力
近年あいついで中国から発見されたヴェロキラプトルに近い恐竜の化石の中には、羽毛の痕跡が保存されているものもある。等間隔の突起は、鳥類にも共通するもので、羽毛の証拠と考えられる。 このことから、鳥の翼に似た前肢を持っていたと考えられる。ただし、飛翔能力は無かったとされるので、その前肢を翼と呼べるかは議論の余地がある。
ともあれ、羽毛そのものの痕跡ではなくとも、ヴェロキラプトルの化石からも羽毛の存在を示唆する特徴が発見されるに至り、彼らが羽毛恐竜であったことは確実視されることとなった。また、この事実とそのほかの多方面からの知見によって、本種もまた鳥類に近い系統の恐竜であると考えられている。

## その他
ヴェロキラプトルの名は、1993年製作のアメリカ映画『ジュラシック・パーク』で一般にも広く知られるようになった。しかし、原作である小説で知恵の利く厄介な生き物として描かれている小型恐竜「ラプトル」のモデルが記述内容から判断してヴェロキラプトル・モンゴリエンシスであるのに対して、映画でモデルとされたのはデイノニクスであった。映画でアドバイザーを担当した古生物学者のジャック・ホーナーによれば、監督のスティーヴン・スピルバーグは「ヴェロキラプトル」という名前を気に入り、名前だけを使用したという。
これはヴェロキラプトルとデイノニクスを同属と見なす当時あった説に準じてのものであるらしいが、発見されているヴェロキラプトル自身の大きさはコヨーテ程度であり、頭蓋骨の形状の違いや生息した時代のずれなどから、今日では否定されている。
高い知能を持ち、ある程度の社会性を持ち集団で狩りをしていたように描かれているが、集団で狩りを行ったとされる化石が発見されたことは今のところ無い。

## 分類体系
- 恐竜 dinosaur
  - 竜盤類 Saurischia
    - 獣脚類 Theropoda
      - テタヌラ類 Tetanurae
        - コエルロサウルス類 Coelurosauria
          - †マニラプトル形類 Maniraptoriformes
            - †マニラプトル類 Maniraptora
              - †エウマニラプトル類 Eumaniraptora
                - †デイノニコサウルス類 Deinonychosauria
                  - †ドロマエオサウルス科 Dromaeosauridae

## 資料
- Paul, Gregory S. (1988). Predatory Dinosaurs of the World.
- 小学研の図鑑NEO　恐竜